# (90226) Byronsmith
(90226) Byronsmith est un astéroïde de la ceinture principale.

## Description
(90226) Byronsmith est un astéroïde de la ceinture principale. Il fut découvert le 26 janvier 2003 à la station Anderson Mesa par le programme LONEOS. Il présente une orbite caractérisée par un demi-grand axe de 3,16 UA, une excentricité de 0,26 et une inclinaison de 15,1° par rapport à l'écliptique.

## Compléments